# 黑穗画眉草
黑穗画眉草（学名：Eragrostis nigra）为禾本科画眉草属的植物。分布于东南亚地区、印度以及中国大陆的河南、甘肃、广西、陕西、贵州、四川、云南、江西等地，生长于海拔1,000米至4,000米的地区，常生长在山坡草地，目前尚未由人工引种栽培。